# Альянс патріотів Грузії
«Альянс патріотів Грузії» (груз. საქართველოს პატრიოტთა ალიანსი Sakartvelos Patriotta Aliansi) — проросійська політична партія в Грузії. Партія була заснована в 2012 році поряд грузинських політичних діячів, які стояли на консервативних антизахідних позиціях. Партія виступає за тісніші зв'язки як з Росією, так і з Європейським Союзом.

## Історія
Партія була створена в грудні 2012 року,  її засновниками стали Сосо Манджавідзе, Давид Тархан-Моураві і Ірма Інашвілі. Георгій Ломія і Ада Маршанія стали політичними секретарями партії. Партія була створена на основі медіа-спілки «Об'єктив» і громадського руху «Опір», різко опозиційного до правлячої в той момент партії Єдиний національний рух. 
На місцевих виборах 2014 року партія отримала сумарно 4,6% голосів виборців Грузії, перевищивши поріг в 4%, необхідний для отримання політичною партією державного фінансування. 
У червні 2016 року партія утворила передвиборчий блок з п'ятьма іншими партіями: «Вільна Грузія» під керівництвом Кахи Кукава, «Свобода» з лідером Костянтином Гамсахурдіа, партією традиціоналістів Акакія Асатіані, «Нові християнські демократи» під керівництвом Гоча Джоджуа і «Політичним рухом ветеранів правоохоронних органів і збройних сил». 
На парламентських виборах 2016 року «Альянс патріотів Грузії» отримав рівно 5% голосів, ставши третьою парламентською партією, після Грузинської мрії і Єдиного національного руху. 

## Ідеологія і цілі
Партія виступає з антитурецьких позицій, закликаючи захистити країну від турецького експансіонізму. Лідери партії закликали призупинити підписання договору про вільну торгівлю з Європейським Союзом. Також вони вважають, що переговори про участь Грузії в НАТО тривають надмірно довго, і громадяни Грузії розчарувалися в перспективах членства в НАТО. 
Телеканал «Об'єктив», що належить Ірмі Інашвілі, фактично є виразником позиції партії. Голова партії Давид Тархан-Моураві веде на каналі «Об'єктив» передачу, в якій він читає лекції по Біблії і православному християнству. 